# 남상욱
남상욱은 한국의 드라마 작가다.

## 주요 작품
- MBC 《조선 과학수사대 별순검》 시즌3 (2010년)
- OCN 《특수사건 전담반 TEN》 (2012년)
- OCN 《트랩》 (2019년)
- OCN 《제5열》 (2020년)